# Lithophyllum gracile
Lithophyllum gracile Foslie é o nome botânico de uma espécie de algas vermelhas pluricelulares do gênero Lithophyllum, família Corallinaceae.
- São algas marinhas encontradas em Cabo Verde.

## Sinonímia
- Não apresenta sinônimos.